# Chaoui
Chaoui-folket eller Shawyia (arabisk: الشاوية, Tachawit: Išawiyen) er en berbisk etnisk gruppe hjemmehørende i Aurès-regionen i det nordøstlige Algeriet.
De kalder sig Išawiyen / Icawiyen (udtales [ iʃawijən]) og taler Shawiya- sproget. De er den næststørste Tell Atlas Berbisk-talende etnicitet sammen med kabylerne og Chenouas.

## Etymologi
Navnet Chaoui kommer af det berbiske ord 'Ich', der betyder 'horn', og er en henvisning til den numidiske gud Amon, som er portrætteret ved at have et menneskehoved med hornene af en vædder. Ifølge de Slane, oversætter af Ibn Khalduns bøger, betyder udtrykket Chaoui/Shawi " hyrde "og er en betegnelse for Zenata-berberne.

## Historie
Historisk var Aurès-bjergene et tilflugtssted for berberfolk og dannede en modstandsbase mod Romerriget, vandalerne, det byzantinske imperium og arabere.
Berbernes patriark menes også at have været Madghacen, den fælles forfader til Zenata og Botri. Ibn Khaldun identificerede Zenataerne som berbere. Moderne historikere rangerer denne berbiske region inden for gruppen af numidiere og gaetuli eller de meget ældre meshwesh, maesulianere og Mazaxes, som Zenata stammede fra, de vigtigste indbyggere i Aurès i middelalderen. 
Efter Algeriets uafhængighed forblev Chaouis stort set i Auresregionen. De er den næststørste berbisk talende gruppe målt i antal brugere af sproget, den største er kabylerne.

## Kultur og kunst
Chaouimusik er en specifik stil inden for berbisk musik. Shawia-dansen kaldes Rahaba, og både mænd og kvinder danser til bryllupper. Der er mange Chaouisangere fra det 20. århundrede, såsom Aïssa Djermouni, Ali Khencheli, Massinissa, Ishem Boumaraf, Djamel Sabri, Groupe Iwal, Houria Aïchi, osv.
Blandt Chaoui-malere og billedhuggere (som der er mange af) er der Cherif Merzouki, Abdelkhader Houamel, Hassane Amraoui, Adel Abdessemed og Mohamed Demagh.
Fantasien er et traditionelt  hesteshow i Aurès, der opføres under kulturelle festivaler. 

## Eksemler på  Chaoui kunshåndværk
- Bendir
- Chaoui smykker, Museum of Man, Paris, på udstillingen Germaine Tillion.
- Chaouibrød
- Kvinde med traditionel  chaouikjole.
- En  Algerisk pige med   traditionel  chaouikjole.